# أسامة العيسة
أسامة العيسة هو كاتب وصحفي فلسطيني من مواليد 1963. عمل في صحف فلسطينية وعربية عديدة. صدر له أكثر من 10 كتب منها رواية «مجانين بيت لحم» التي فازت بجائزة الشيخ زايد للكتاب عن فئة الآداب في عام 2015.

## السيرة الذاتية
أسامة العيسة، كاتب وصحفي ولد في مخيم الدهيشة في مدينة بيت لحم، فلسطين في عام 1963. انتقل إلى الأردن في عام 1987، وعمل العيسة في صحف عربية وفلسطينية عديدة مثل جريدة "راية" في عام 1984، و"المهماز"، و"الطليعة"، و"الشرق الأوسط" و"الأخبار" و"كل العرب". نشر قصصا قصيرة في صحيفة "الاتحاد"، ومجلتي "الغد" و"الجديد".
كان العيسة عضوا في الملتقى الفكري العربي برئاسة أحد قادة العمل الوطني، إبراهيم الدقاق. وبعدها أصبح مديرا لتحرير صحيفة "الصدى" الأسبوعية. هو عضو في نقابة الصحفيين الفلسطينيين وعضو في اتحاد الكتاب الفلسطينيين. صدر له حتى الآن ست روايات منها رواية "المسكوبية" و"مجانين بيت لحم"، وستة كتب علمية وتاريخية مثل "مخطوطات البحر الميت" و"تل أبيب لا تعرف النسيان – قصة اغتيالات قادة انتفاضة الأقصى"، وأربع مجموعات قصصية وهي "رسول الإله إلى الحبيبة" وله أيضا بعض الأبحاث لأفلام تسجيلية عن السياسية والثقافة في فلسطين. أصدر العيسة كتابه الأول في عام 1984 وكانت مجموعة قصصية بعنوان "لا زلنا نحن الفقراء أقدر الناس على العشق". وبعدها بعام أصدر قصته الطويلة "الحنون الجبلي". 
 نال على العديد من الجوائز منها جائزة تقديرية في جائزة العودة للتاريخ الشفوي عن بحثه "حكايات من بر القدس" في عام 2008، وجائزة فلسطين للصحافة والإعلام "الصحفة المكتوبة – القصة الصحفية) لعام 2011، وجائزة الشيخ زايد للكتاب عن روايته "مجانين بيت لحم" في عام 2015.

## المؤلفات

### مجموعات قصصية
- مازلنا نحن الفقراء اقدر الناس على العشق، 1984
- الحنون الجبلي (قصة طويلة) 1985
- انثيالات الحنين والأسى، مشنورات الرعاة للدراسات والنشر، 2004
- رسول الإله إلى الحبيبة، منشورات الرعاة للدراسات والنشر، 2017

### روايات
- المسكوبية، منشورات الرعاة للدراسات والنشر،2010
- مجانين بيت لحم، مؤسسة نوفل، 2013 (ردمك: 9789953269641)
- قبلة بيت لحم الأخيرة، 2016
- وردة أريحا، مكتبة كل شيء – حيفا،  2017 (ردمك: 9789657753286)
- قط بئر السبع، دار الهلال، 2017
- جسر على نهر الأدرن، مكتبة كل شيء – حيفا، 2018
- سماء القدس السابعة، منشورات المتوسط - إيطاليا ، 2023[7]

### كتب
- دماء لن تضيع (قصة اغتيالات قادة انتفاضة الأقصى)، دار الوفاء للطباعة والنشر، 2000
- تل أبيب لا تعرف النسيان – قصة اغتبالات قادة انتفاضة الأقصى، الدار العربية للعلوم ناشرون، 2001 (ردمك: 2844099505)
- الطريق إلى عمانوئيل، 2003
- مخطوطات البحر الميت، قدمس للنشر والتوزيع، 2003
- ظله على الأرض؛ ألقاب حكام مسلمين في رقوم مقدسية، قدمس للنشر والتوزيع، 2004

## الجوائز
- حصل على جائزة تقديرية في جائزة العودة للتاريخ الشفوي عن بحثه «حكايات من بر القدس» في عام 2008.
- حصل على جائزة فلسطين للصحافة والإعلام (الصحفة المكتوبة – القصة الصحفية) لعام 2011.
- فاز بالجائزة العربية للإبداع عن روايته «المسكوبية» في عام 2013.
- فاز بجائزة الشيخ زايد للكتاب عن روايته «مجانين بيت لحم» في عام 2015.